# Штајнхудско језеро
Штајнхудско језеро је језеро у Немачкој. Налази се на територији савезне државе Доња Саксонија. Површина језера износи 29,1 km².